# Бесы (альбом)
«Бе́сы» — третий студийный альбом российской индастриал-метал группы Mordor, который вышел 16 ноября 2012 года.

## Список композиций
| №   | Название           | Длительность |
| --- | ------------------ | ------------ |
| 1.  | «Глаза в глаза»    | 3:36         |
| 2.  | «Что с тобой?»     | 3:27         |
| 3.  | «Бесы»             | 4:33         |
| 4.  | «Феромоны»         | 4:01         |
| 5.  | «Кома»             | 3:50         |
| 6.  | «Иду на вы»        | 3:04         |
| 7.  | «Инферно диско»    | 4:03         |
| 8.  | «Выше звёзд»       | 6:34         |
| 9.  | «Время Луны»       | 3:31         |
| 10. | «Новый день»       | 4:04         |
| 11. | «Рок-н-ролл Волга» | 3:43         |

## Участники записи
- Оркус (Orkus) — вокал, трость
- Вольфган (Wolfgun) — гитара, синтезаторы
- Омбре Пахаро (Hombre Pajaro) — бас-гитара
- Бумзен-Бумзен (Boomzen-Boomzen) — ударные

Другое
- Запись и сведение - Сергей Большаков, Денис Юровский (Parametrica studio) Wolfgun (Mordor studio)
- Мастеринг - Howie Weinberg (Howie Weinberg Mastering, Inc.)
- Дизайн - Владимир Цветков (J-group)